# Pronaos
Pour l'instrument astronomique, voir PRONAOS.

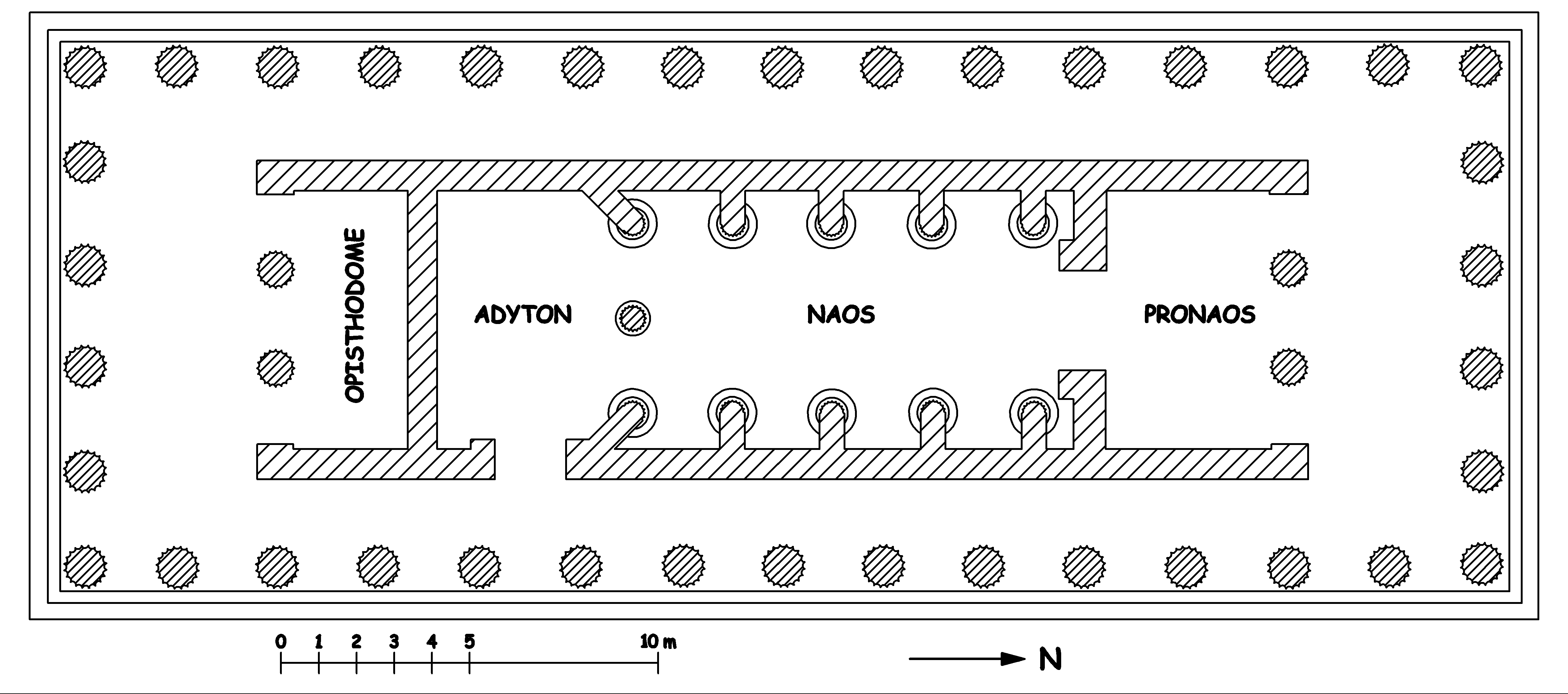
Exemple de pronaos dans le temple d'Apollon Epicourios de Bassae.

Le pronaos, du grec ancien πρόναος / prónaos, « vestibule d’un temple, entrée d’un temple », possède normalement la même largeur que le naos qu'il prolonge dans le même axe. Ses parois latérales peuvent être soit des murs soit des supports isolés (piliers, colonnes). Son ouverture peut prendre toute la largeur de l'édifice ou une partie seulement (porte). Elle est le plus souvent constituée d'une colonnade soit in antis soit prostyle, de deux à huit colonnes.

## Exemples
Exemples dans l'architecture grecque et l'architecture romaine :
- Maison Carrée, Nîmes
- Panthéon de Rome
- Parthénon, Athènes

Exemples néoclassiques :
- Église anglicane de Trieste